# Saint-Pierre-des-Jonquières
Saint-Pierre-des-Jonquières és un municipi francès situat al departament del Sena Marítim i a la regió de Normandia. L'any 2007 tenia 121 habitants.

## Demografia

### Població
El 2007 la població de fet de Saint-Pierre-des-Jonquières era de 121 persones. Hi havia 36 famílies de les quals 12 eren unipersonals (12 dones vivint soles i 12 dones vivint soles), 12 parelles sense fills, 8 parelles amb fills i 4 famílies monoparentals amb fills.
La població ha evolucionat segons el següent gràfic:
Habitants censats

### Habitatges
El 2007 hi havia 52 habitatges, 45 eren l'habitatge principal de la família, 5 eren segones residències i 2 estaven desocupats. Tots els 52 habitatges eren cases. Dels 45 habitatges principals, 38 estaven ocupats pels seus propietaris, 5 estaven llogats i ocupats pels llogaters i 2 estaven cedits a títol gratuït; 1 tenia dues cambres, 5 en tenien tres, 16 en tenien quatre i 23 en tenien cinc o més. 25 habitatges disposaven pel capbaix d'una plaça de pàrquing. A 17 habitatges hi havia un automòbil i a 19 n'hi havia dos o més.

### Piràmide de població
La piràmide de població per edats i sexe el 2009 era:
| Homes | Edats   | Dones |
| ----- | ------- | ----- |
| 0     | 95 o +  | 0     |
| 0     | 90 a 94 | 0     |
| 0     | 85 a 89 | 0     |
| 0     | 80 a 84 | 0     |
| 0     | 75 a 79 | 4     |
| 4     | 70 a 74 | 0     |
| 0     | 65 a 69 | 8     |
| 4     | 60 a 64 | 0     |
| 4     | 55 a 59 | 0     |
| 4     | 50 a 54 | 4     |
| 12    | 45 a 49 | 4     |
| 4     | 40 a 44 | 4     |
| 4     | 35 a 39 | 8     |
| 0     | 30 a 34 | 0     |
| 4     | 25 a 29 | 0     |
| 4     | 20 a 24 | 4     |
| 4     | 15 a 19 | 8     |
| 0     | 10 a 14 | 12    |
| 8     | 5 a 9   | 4     |
| 0     | 0 a 4   | 4     |

## Economia
El 2007 la població en edat de treballar era de 74 persones, 47 eren actives i 27 eren inactives. De les 47 persones actives 43 estaven ocupades (25 homes i 18 dones) i 4 estaven aturades (1 home i 3 dones). De les 27 persones inactives 8 estaven jubilades, 9 estaven estudiant i 10 estaven classificades com a «altres inactius».
Activitats econòmiques
L'any 2000 a Saint-Pierre-des-Jonquières hi havia 10 explotacions agrícoles que ocupaven un total de 642 hectàrees.

## Equipaments sanitaris i escolars
El 2009 hi havia una escola elemental integrada dins d'un grup escolar amb les comunes properes formant una escola dispersa.

## Poblacions més properes
El següent diagrama mostra les poblacions més properes.